# Faiões
Faiões is een plaats (freguesia) in de Portugese gemeente Chaves en telt 880 inwoners (2001).